# Hasan I (Alawici)

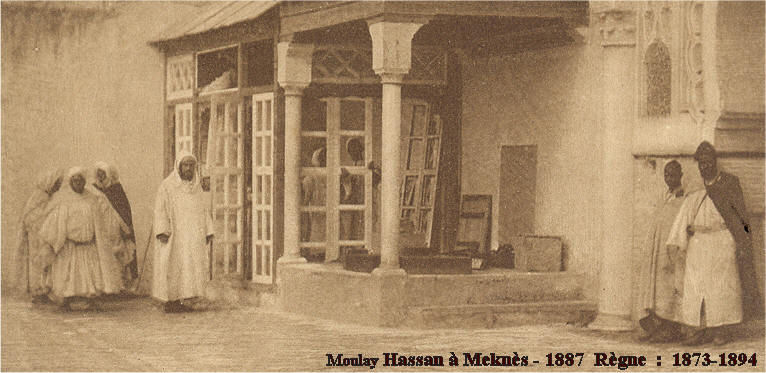
Wizyta Hasana I w Meknes w 1887 roku

Hasan I (arab. الحسن الأول بن محمد = Al-Hasan al-Awwal ibn Muhammad, ur. 1836 w Fezie, zm. 7 czerwca 1894 w górach Atlas) – sułtan Maroka z dynastii Alawitów, panował w latach 1873–1894, syn sułtana Muhammada IV.
Po objęciu tronu po śmierci ojca Hasan I dążył do większej centralizacji władzy i zwiększenia kontroli państwa nad plemionami Berberów. Zdołał zmodernizować armię, jednak pozostałe reformy z powodu oporu plemion powiodły się tylko częściowo. Powodem ograniczonej możliwości działania państwa była restrykcyjna polityka finansowa, z pomocą której Hasan I próbował nie dopuścić do nadmiernego zadłużenia kraju. Zadłużenie mogło doprowadzić do zwiększenia zagranicznych wpływów w Maroku, co było już widoczne na przykładzie europejskiej kontroli finansowej nad Egiptem i Tunezją. Hasan I zamówił w 1890 roku pierwszy nowoczesny okręt dla marynarki Maroka – krążownik „Al-Baszir”, lecz następnie odmówił zapłaty.
Hasan I zdołał powstrzymać dążenia europejskich mocarstw do przejęcia władzy nad Marokiem. Na konferencji w Madrycie w 1880 roku potwierdzono niepodległość kraju w zamian za zagwarantowanie równych praw handlowych trzynastu krajom Europy. Mimo to Francja i Wielka Brytania próbowały w późniejszym okresie utworzyć w Maroku swój protektorat, co jednak nie udało się z powodu sprzeciwu pozostałych krajów europejskich.
Hasan I zmarł nagle w 1894 roku na skutek ran odniesionych w działaniach zbrojnych przeciw Berberom w dolinie w górach Atlas. Następcą tronu został jego czternastoletni wówczas syn Abd al-Aziz.